# Mykola Semena

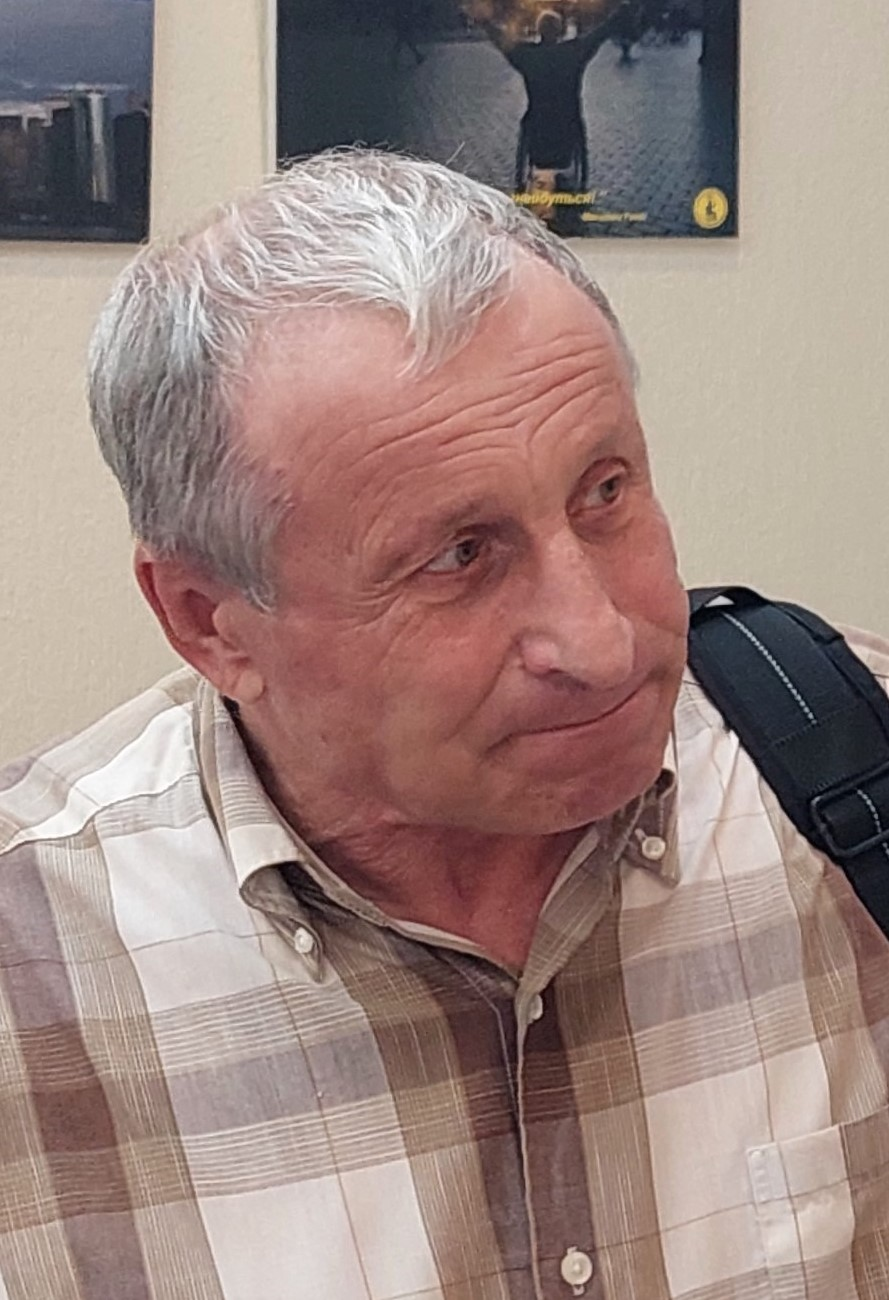
Mykola Semena, 2021

Mykola Semena (ukrainisch Микола Семена; * 1950 in Bobrowyzja, Oblast Tschernihiw, Ukrainische Sozialistische Sowjetrepublik, UdSSR) ist ein ukrainischer Journalist.
Er studierte bis 1976 an der Nationalen Taras-Schewtschenko-Universität Kiew Journalismus. Nach seiner Arbeit für verschiedene Lokalzeitungen wurde er Mitarbeiter bei Radio Free Europe/Radio Liberty.
Am 22. September 2017 wurde Semena von einem russischen Gericht auf der Krim zu zweieinhalb Jahren Haft verurteilt, da er in einem Artikel erörtert hatte, warum er die Annexion der Krim für falsch halte. Die Strafe ist zur Bewährung ausgesetzt, aber mit einem Berufsverbot gekoppelt.
Mykola Semena ist Mitglied der ukrainischen Sektion des P.E.N.
Im Jahr 2019 veröffentlichte Semena ein Buch mit dem Titel The Crimean Report über die Annexion der Halbinsel Krim durch Russland im Jahr 2014.

## Auszeichnungen
- 2016: EaP CSF Pavel Sheremet Journalism Award[3]